# Germán Montalvo
Germán Montalvo (Veracruz, México, 1956) es un diseñador y artista mexicano, especializado en el diseño de cartel. Su trabajo ha sido expuesto en países como México, Cuba, Canadá, Argentina, Finlandia, Francia, Japón y Australia. Trabajó durante diez años bajo la dirección de Vicente Rojo y sus diseños han sido utilizados por diversas instituciones mexicanas y reconocidos con diversos galardones nacionales e internacionales.
Su trabajo usa el colorido con acentos y contrastes que se sostienen junto con disciplina y compromiso, conocimiento y comprensión de su cultura, pasión y humor, todo lo cual se aprecia en su producción de carteles. 

## Trayectoria
Montalvo nació en la población de Villa Omealca, una región cañera cercana a Córdoba, en Veracruz, México. Se mudó con su familia, a los seis meses de edad, a la Ciudad de México, viviendo durante 35 años en la colonia Gertrudis Sánchez, una zona popular.
Montalvo únicamente terminó la educación básica (primaria). Al culminarla, a los 11 años, acudió a la Escuela de Iniciación Artística número uno del Instituto Nacional de Bellas Artes (INBA), formación que combinaba con trabajos de dibujo y rotulismo. A los 12 o 13 años, fue invitado a trabajar al departamento de Publicidad de los laboratorios Grossman, donde tuvo su primer contacto con el diseño gráfico. También representó su primer acercamiento con la tipografía.
Al cabo de un año, Montalvo se incorporó al departamento de Diseño, que hacía trabajos para la Oficina de Prensa de la Presidencia durante el mandato de Luis Echeverría Álvarez. A los 14 o 15 años, fue invitado a colaborar en la elaboración de los libros de texto gratuitos de la SEP, que dirigía Mariana Yampolsky, específicamente en el área de Ciencias Naturales. Por recomendación de Yampolsky, Montalvo logró ingresar a la Scuola del Libro, Società Umanitaria (Escuela del Libro de la Sociedad Humanitaria) en Milán, Italia. En 1977, a la edad de 21 años, obtuvo el grado de asistente y una mención como mejor estudiante. A su regreso a México, tras ver una exposición de carteles en la Casa del Lago, buscó enrolarse en la Imprenta Madero, donde trabajó durante diez años bajo las órdenes del artista español Vicente Rojo.

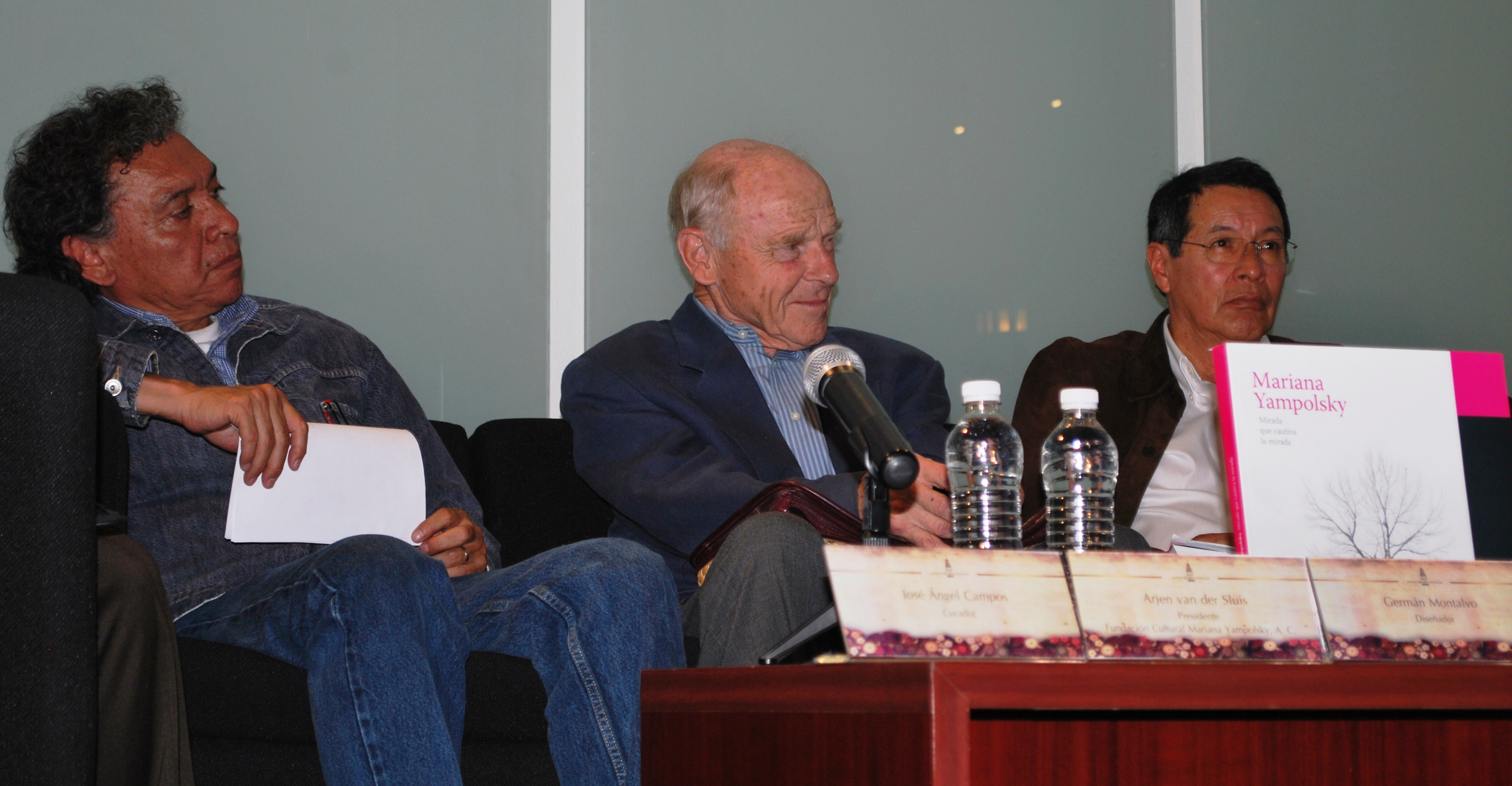
Germán Montalvo, Arjen ver der Sluis y José Ángel Campos en 2012

En 1981, participó por primera vez en una exposición colectiva en la Società Umanitaria; y en 1983 presentó su primera exposición individual. En 1987, produjo su primera muestra internacional de carteles para el Festival del Nuevo Cine Latinoamericano en La Habana, Cuba.
En 1994, se convirtió en becario del Sistema Nacional de Creadores de Arte. En 1996, fue nombrado profesor de Arte y Diseño Contemporáneo en la Universidad de las Américas Puebla. Fue miembro de la Alianza Gráfica Internacional (AGI) y en 2017 era parte del Sistema Nacional de Creadores de Arte.
Sus carteles y diseños han sido utilizados por diversas instituciones como el Instituto Nacional de Bellas Artes, la Secretaría de Educación Pública, la Universidad Nacional Autónoma de México, la Universidad Autónoma Metropolitana y el Consejo Nacional para la Cultura y las Artes (hoy, Secretaría de Cultura).
A pesar de su trabajo constante en el área del cartel, Montalvo no se considera cartelista ya que su formación en Italia lo hace ver el diseño de una forma circular y multidisciplinaria.
Su obra plástica es parte de la Colección de Arte UDLAP. En 2016 inició una serie dedicada al mapa de México y una serie de ensambles en varias técnicas.

## El cartel va a la conquista del espacio
Aunque no se considera cartelista, en 2017 Montalvo publicó el libro El cartel va a la conquista del espacio donde hace una reflexión sobre el sitio de este medio en el mundo contemporáneo a partir de aforismos llenos de humor. La publicación fue realizada con el apoyo del Sistema Nacional de Creadores del Fondo Nacional para la Cultura y las Artes de México (Fonca). Algunos de estos aforismos son:
- Un cartel es un buen tónico para recuperar la memoria
- El cartel es un ejercicio intelectual del diseño gráfico
- Toulouse Lautrec; un chaparrito que hacía grandes carteles
- Los teóricos le cuelgan al cartel la etiqueta de "arte aplicado"
- "La libertad guiando al pueblo" de Eugène Delacroix, es el mejor cartel francés
- El cartel es el hijo bastardo del arte y la publicidad pero posee las mejores virtudes de sus padres
- Un cartel enorme convertido en arquitectura: las Torres de Satélite.
- Un poco del drama del Guernica, combinado con la gestualidad de Mick Jagger, son el sueño de oro de un cartel.
- Sin el INRI, la cruz no sería cartel

## Reconocimientos
La obra de Germán Montalvo ha recibido, entre otros, los siguientes premios:
- Premio Willy de Majo, otorgado por la Bienal Internacional del Cartel en México.
- Premio México de Diseño, otorgado por la Academia Mexicana de Diseño.
- Premio de la Bienal de Cartel de Colorado, Estados Unidos.
- Premio Coral, otorgado por el Festival del Nuevo Cine Latinoamericano de La Habana, Cuba, por los carteles de las cintas Mujeres insumisas y La tarea prohibida.
- Premio Quórum de Diseño Gráfico e Industrial al Mérito Profesional.
- Premio Benjamín Franklin, otorgado por la Cámara de la Industria Editorial de EE. UU.